# Зембув
Зембув (пол. Ziębów) — село в Польщі, у гміні Опочно Опочинського повіту Лодзинського воєводства.
Населення — 136 осіб (2011).
У 1975-1998 роках село належало до Пйотрковського воєводства.

## Демографія
Демографічна структура станом на 31 березня 2011 року:
|          | Загалом | Допрацездатний вік | Працездатний вік | Постпрацездатний вік |
| -------- | ------- | ------------------ | ---------------- | -------------------- |
| Чоловіки | 62      | 20                 | 35               | 7                    |
| Жінки    | 74      | 21                 | 35               | 18                   |
| Разом    | 136     | 41                 | 70               | 25                   |